# Паломарска обсерватория
Обсерваторията Па̀ломар (на английски: Palomar Observatory) или Паломарската обсерватория е астрономическа обсерватория, която се намира в община Сан Диего, на 145 km южно от Лос Анджелис и на 65 km северно от Сан Диего в планината Паломар. Собственост е на Калтех, който се намира в Пасадена. Притежава 3 рефлекторни телескопа и един интерферометър. В обсерваторията се извършват наблюдения и научна дейност, но е отворена и за посещение.
Думата Паломар е от испански произход и означава къщичка за гълъби.